# European Ultimate Clubchampionship Finals
European Ultimate Club Finals (EUCF) wird die Austragung der Endrunde der „Champions League“ des Ultimate Frisbee in Form eines Turniers genannt. Für die Endrunde müssen sich die Mannschaften aus ganz Europa zuerst in den regionalen Wettbewerben (European Club Regional, EUCR) qualifizieren. Europa wird hierfür in fünf Regionen (Nord, Süd, Ost, West und Zentral) aufgeteilt und die jeweiligen besten Mannschaften aus den Ländern dieser Region treten gegeneinander an, um sich für die Endrunde zu qualifizieren. In der Open-Division treten 24 Teams, in der Frauen-Division 16 Teams und in der Mixed-Division 12 Teams an. Die Aufteilung Europas auf die fünf Regionen ist wie folgt:
- West:  Vereinigtes Königreich,  Irland
- Zentral:  Belgien,  Dänemark,  Deutschland,  Luxemburg,  Niederlande
- Süd:  Frankreich,  Israel,  Italien,  Portugal,  Schweiz,  Spanien
- Ost:  Kroatien,  Moldau,  Österreich,  Polen,  Slowakei,  Slowenien,  Tschechien  Ukraine,  Ungarn,  Belarus,
- Nord:  Estland,  Finnland,  Island,  Lettland,  Litauen,  Norwegen,  Russland,  Schweden

In der Regel zählen die nationalen Meisterschaften des Vorjahres als Qualifikationsturnier für die EUCR. Eine Ausnahme stellen hier die Länder der Ost-Region dar, die mit Ausnahme von Österreich noch in zwei Sektionen aufgeteilt sind, die ein gesondertes Qualifikationsturnier (European Club Qualifier, EUCQ) austragen.

## Turniere im Überblick
| Jahr | Gastgeber | Open                 | Frauen      | Mixed             | Masters  |
| ---- | --------- | -------------------- | ----------- | ----------------- | -------- |
| 2006 | Florenz   | Skogshyddan          | Iceni       |                   |          |
| 2007 | Basel     | Clapham              | Woodchicas  |                   |          |
| 2008 | Paris     | Skogshyddan          | Woodchicas  |                   |          |
| 2009 | London    | Chevron Action Flash | Iceni       | Brighton          | Helsinki |
| 2010 | Blanes    | Flying Angels        | Hot Beaches |                   |          |
| 2011 | Brügge    | Flying Angels        | Iceni       |                   |          |
| 2012 | Frankfurt | Clapham              | Iceni       |                   |          |
| 2013 | Bordeaux  | Clapham              | Iceni       | Bear Cavalry      | Zimmer   |
| 2014 | Frankfurt | Clapham              | Iceni       | SUN               |          |
| 2015 | Wrocław   | Clapham              | Iceni       | Grandmaster Flash |          |
| 2016 | Frankfurt | Clapham              | FABulous    | Reading Ultimate  |          |
| 2017 | Venedig   | Clapham              | Atletico    | Grut              |          |
| 2018 | Wrocław   | Clapham              | CUSB Shout  | SeE6              |          |
| 2019 | Venedig   | CUSB La Fotta        | CUSB Shout  | Salaspils         |          |
| 2021 | Brügge    | Clapham              | YAKA        | Grut              |          |
| 2022 | Venedig   | Ranelagh             | CUSB Shout  | Grut              |          |